# Don't Be Frightened of Turning the Page
Don't Be Frightened of Turning the Page är en EP med det amerikanska indierock-bandet Bright Eyes från Nebraska. EP:n släpptes endast i Japan och Storbritannien och innehåller fyra spår från albumet Oh Holy Fools: The Music of Son, Ambulance & Bright Eyes (delad album med Nebraska-bandet Son, Ambulance) från 2001. Dessutom finns två extra spår på EP-skivan. En vinyl-utgåva av Don't Be Frightened of Turning the Page finns med i Bright Eyes Vinyl Box Set.

## Låtlista
1. "Going For The Gold" – 5:06
2. "Oh, You Are The Roots That That Sleep Beneath My Feet And Hold The Earth In Place" – 3:10
3. "I Won't Ever Be Happy Again" – 2:37
4. "No Lies, Just Love" – 5:58
5. "Kathy With A K's Song" – 5:28
6. "Mirrors And Fevers" – 2:03

(Alla låtar skrivna av Conor Oberst)

## Medverkande
- Conor Oberst – sång, akustisk gitarr, elgitarr, piano, keyboard
- Mike Mogis – basgitarr, mandolin, percussion, pedal steel guitar, synthesizer, vibrafon, piano, sång
- Shane Aspergren – trummor
- Jiha Lee – flöjt
- Steve Micek – mässinginstrument
- Andy LeMaster – keyboard, sång
- Justin Kohmetscher – trumpet